# Marek Świerczek
Marek Świerczek (ur. 1970) – polski historyk, publicysta i pisarz.
Jako publicysta współpracuje m.in. z miesięcznikiem Stosunki Międzynarodowe oraz Przeglądem Bezpieczeństwa Wewnętrznego.
Jest pisarzem poruszającym się na styku wielu konwencji literackich, przekraczającym ramy gatunkowe i z tego powodu trudnym do zaklasyfikowania. Jego opowiadania i powieści są hybrydami literatury historiozoficznej i sensacyjno-fantastycznej. Miesza w nich realia historyczne z treściami współczesnymi lub oniryczno-magicznymi, unikając jednak dosłowności w traktowaniu tematu. Wątki fantastyczne występują raczej jako element postrzegania świata przez bohaterów, niż jako istniejące realnie byty. Świerczek stosuje poetykę zbliżoną do poetyki filmowej, w których istoty demoniczne – choć realne dla podmiotu przeżywającego – mogą być tylko jego urojeniem, w którym widz-czytelnik mają swój udział jako obserwatorzy bez dokładnych wskazówek co do interpretacji ukrytych w tekście znaczeń.
Współpracował z miesięcznikiem "Alfred Hitchcock poleca". W 2006 r. zajął II miejsce w konkursie na opowiadanie grozy miesięcznika "Nowa Fantastyka".
Rok później opublikował powieść Bestia, w której wyraźnie da się odczuć jego fascynację postmodernizmem i zabawą tropami literackimi wzbogaconą o próbę połączenia powieści gotyckiej z narodową tradycją i historią powstania styczniowego. Wątek narodowy w powieści Świerczek podkreślił poprzez wplecenie we własny tekst obszernych fragmentów „Wiernej rzeki” Żeromskiego, które dzięki kompozycji i stylizacji tekstu harmonijnie współgrają z właściwą narracją.
W 2013 r. pojawiła się jego następna powieść Dybuk, w której Świerczek manipuluje stereotypami narodowymi, plasując akcję książki w pogromowej Polsce 1946 r. wystylizowanej na scenografię easternową.
W latach 2008–2013 przebywał za granicą, z rzadka biorąc udział w konkursach literackich i publikując opowiadania w polskich czasopismach.
Po powrocie do Polski, w 2015 r. wydał kolejną powieść pt. „Skowyt’, w której połączył literaturę faktu z konwencją osiemnastowiecznej powieści szkatułkowej, horroru i literatury detektywistycznej, opisując w stylistyce kina noir morderstwa polityczne księży mające miejsce w 1989 r.